# Eutrixopsis pinguis
Eutrixopsis pinguis är en tvåvingeart som beskrevs av Louis-Paul Mesnil 1978. Eutrixopsis pinguis ingår i släktet Eutrixopsis och familjen parasitflugor.
Artens utbredningsområde är Madagaskar. Inga underarter finns listade i Catalogue of Life.